# Korvete razreda Karakurt
Razred Karakurt (rusko Проект 22800 Каракурт, latinizirano: Projekt 22800 Karakurt, dob. 'črna udova') je najnovejši razred korvet v gradnji za Rusko vojno mornarico. Namenjen je protiladijskemu in kopenskemu bojevanju in je komplement predhodnemu razredu Bujan.

## Zgodovina
Razred je konstruiral sanktpeterburški Osrednji mornariški konstruktorski biro Almaz kot modrovodni komplement korvetam razreda Bujan. Razred ima boljšo plovnost in večjo avtonomijo (15 dni v primerjavi z 10), pa tudi boljšo plovnost v ledenih razmerah kot razred Bujan. Osnovna oborožitev razreda je osem navpičnih izstrelitvenih celic UKSK za izstrelke 3M-54 Kalibr ali P-800 Oniks. Ladje imajo tudi 76 mm top, prva ladja pa ima 100 mm samodejni top A-190. Razred ima nadgradnjo z znižano radarsko opaznostjo in integriran jambor s štirimi antenami faznega niza.
Ladje imajo močnejšo zračno obrambo od razreda Bujan, saj imajo tretja in nadaljnje ladje sistem zračne obrambe Pancir-M, prvi dve pa dva protiletalska topova AK-630M.
Doktrinalno razred sledi liniji razredov manjših, nesorazmerno težko oboroženih ladij (rusko Малый ракетный корабль, Mali raketni karabl – majhna raketna ladja) Ovod, Molnija in Bujan, ki so nameščene zlasti v zaprtih morjih, kot sta Baltsko in Črno morje z namenom preprečevanja vstopa večjim sovražnikovim vojnim ladjam v vojnem času. Skladno s konceptom asimetričnega bojevanja lahko ladje razreda Karakurt kljub majhnem izpodrivu uničijo veliko večje ladje.
Strateški pomen razreda je v tem, da lahko izstrelki Kalibr nosijo tudi jedrske bojne glave in v tem, da je bilo v času veljanja Pogodbe o prepovedi jedrskih raket srednjega dosega INF (1988–2019) prepovedano nameščati rakete dosega 500–5500 km na kopnem in je imela Rusija možnost njihove namestitve (poleg na bombnikih) vsaj na ladjah.
Ruska vojna mornarica je razred osemnajstih korvet prvotno načrtovala kot nadomestilo za tri fregate razreda Burevestnik na Črnomorski floti, ki so ostale nedokončane zaradi ukrajinske prepovedi izvoza pogonskega sklopa. Pozneje je bil del ladij namenjen drugim flotam, Črnomorska flota pa je prejela tudi korvete razreda Bujan.
Leta 2020 je bilo Odincovo premeščeno iz Baltskega v Belo morje prek Belomorsko-baltskega prekopa.
V ruski invaziji na Ukrajino je bila v ukrajinskem raketnem napadu z raketo Storm Shadow 4. novembra 2023 močno poškodovana korveta Askold. Po nekaterih ocenah je škoda nepopravljiva. 21. maja 2024 je Ukrajina poročala, da je na okupiranem Krimu uničila korveto Ciklon.

## Enote
V poševnem tisku so ocenjeni podatki.
| Ime                    | Ladjedelnica             | Gredelj položen    | Splavljena         | Predana           | Flota              | Stanje                    |
| ---------------------- | ------------------------ | ------------------ | ------------------ | ----------------- | ------------------ | ------------------------- |
| Mitišči (prej Uragan)  | Ladjedelnica Pella       | 24. december 2015  | 29. julij 2017     | 17. december 2018 | Baltska flota      | Aktivna                   |
| Sovjetsk (prej Tajfun) | Ladjedelnica Pella       | 24. december 2015  | 24. november 2017  | 12. oktober 2019  | Baltska flota      | Aktivna                   |
| Kozjolsk (prej Štorm)  | Ladjedelnica Morje       | 10. maj 2016       | 9. oktober 2019    | 2022              | Baltska flota      | Splavljena                |
| Ciklon                 | Ladjedelnica Zaliv       | 26. julij 2016     | 24. julij 2020     | 4. julij 2023     | Črnomorska flota   | Domnevno uničena          |
| Odincovo (prej Škval)  | Ladjedelnica Pella       | 29. julij 2016     | 5. maj 2018        | 21. november 2020 | Baltska flota      | Aktivna                   |
| Askold (prej Musson)   | Ladjedelnica Zaliv       | 18. november 2016  | 21. september 2021 | 2022              | Črnomorska flota   | Močno poškodovana/uničena |
| Burja                  | Ladjedelnica Pella       | 24. december 2016  | 23. oktober 2018   | 2022              | Baltska flota      | Splavljena                |
| Ohotsk                 | Ladjedelnica Morje       | 17. marec 2017     | 29. oktober 2019   |                   | Črnomorska flota   | Splavljena                |
| Amur (prej Passat)     | Ladjedelnica Zaliv       | 30. julij 2017     | 26. december 2022  | 26. avgust 2024   | Kaspijska flotilja | Aktivna                   |
| Vihr                   | Ladjedelnica Morje       | 19. december 2017  | 13. november 2019  |                   | Črnomorska flota   | Splavljena                |
| Tuča                   | Ladjedelnica Zelenodolsk | 26. februar 2019   | 30. junij 2023     | 21. december 2024 | Kaspijska flotilja | Aktivna                   |
| Ržev                   | Ladjedelnica Amur        | 1. julij 2019      | 27. september 2023 | 2023              | Tihooceanska flota | Splavljena                |
| Udomlja                | Ladjedelnica Amur        | 1. julij 2019      | 27. september 2023 | 2023              | Tihooceanska flota | Splavljena                |
| Tajfun                 | Ladjedelnica Zelenodolsk | 11. september 2019 | 7. maj 2024        |                   | Baltska flota      | Splavljena                |
| Ussurijsk              | Ladjedelnica Amur        | 26. december 2019  |                    | 2024              | Tihooceanska flota | V gradnji                 |
| Pavlovsk               | Ladjedelnica Amur        | 29. julij 2020     |                    | 2024              | Tihooceanska flota | V gradnji                 |
|                        | Vostočnaja Verf          |                    |                    |                   | Tihooceanska flota | Odpovedana                |
|                        | Vostočnaja Verf          |                    |                    |                   | Tihooceanska flota | Odpovedana                |